# Острів на Пташиній вулиці (фільм)
«Острів на Пташиній вулиці» (англ. «The Island on Bird Street») — данський художній фільм 1997 року за однойменною книгою Урі Орлева.

## Сюжет
Друга світова війна. У Варшаві відбувається фільтрація єврейського населення, загони місцевої єврейської поліції за підтримки солдатів СС відшукують нечисленних євреїв, які ще підтримують життя в спорожнілому гетто. В одному з будинків, в квартирі на верхньому поверсі за стіною шафи, притулок десятирічного Алекса, якого, як могли, оберігали батько і літній дядько Барух. Між дитячою біганиною на свіжому повітрі і грою в хованки з солдатами СС, хлопчик із захватом читає улюблену книжку про Робінзона Крузо і робить це вголос...

## У ролях
- Патрик Бергин
- Джек Ворден
- Сюзанна Гамільтон

та інші.